# 皮尼扬
皮尼扬是巴西巴拉那州的一个市镇。总面积2001.586平方公里，总人口30144人，人口密度15.1人/平方公里。